# Тшцянка (Сокульський повіт)
Тшцянка (пол. Trzcianka) — село в Польщі, у гміні Янув Сокульського повіту Підляського воєводства.
Населення — 220 осіб (2011).
У 1975-1998 роках село належало до Білостоцького воєводства.

## Демографія
Демографічна структура станом на 31 березня 2011 року:
|          | Загалом | Допрацездатний вік | Працездатний вік | Постпрацездатний вік |
| -------- | ------- | ------------------ | ---------------- | -------------------- |
| Чоловіки | 105     | 28                 | 65               | 12                   |
| Жінки    | 115     | 26                 | 58               | 31                   |
| Разом    | 220     | 54                 | 123              | 43                   |